# Capanna Baita del Luca
Die Capanna Baita del Luca ist eine Schutzhütte der Sektion Tessin des Schweizer Alpen-Clubs (SAC) im Weiler Ciovàsc im Quartier Sonvico der Stadt Lugano im Kanton Tessin. Sie steht auf 1070 m ü. M. am Fusse der Denti della Vecchia (1492 m ü. M.) in den Luganer Voralpen.

## Geschichte
Die Familie des Luca Sganzini unterstützte den Bau zur Erinnerung an den Pionier des Sportkletterns, der 1979 in Marokko abstürzte.
Die nicht bewartete, abgeschlossene Hütte befindet sich auf einem breiten Abhang unterhalb der Denti della Vecchia. Sie verfügt über eine Kochgelegenheit mit Gasherd und zwei Schlafzimmer mit 4 und 12 Plätzen. Im Aussenbereich hat es einen Grillplatz. Die Beleuchtung wird von einer Photovoltaikanlage versorgt. Getränke sind erhältlich. Der Schlüssel ist direkt beim Hüttenwart anzufordern.

## Hüttenzustiege mit Gehzeit
- Von Rosone (oberhalb Sonvico) (861 m ü. M.)  in 30 Minuten (Schwierigkeitsgrad T2)
- Von Villa Luganese (600 m ü. M.) oder Luss (Villa Luganese) in 60 Minuten

Villa Luganese und Sonvico sind mit dem öffentlichen Bus ab Lugano erreichbar.

## Aufstiege
- Denti della Vecchia (1492 m ü. M.). Die eigentlichen Klettergipfel sind nur für geübte Berggänger (T5) und erfahrene Kletterer (Schwierigkeitsgrade 3b bis 8a).
- Monte Camoghè (2229 m ü. M.)

## Übergänge zu Nachbarhütten
- Capanna Pairolo, SAT Lugano, (1347 m ü. M.) in 45 Minuten
- Capanna San Lucio an der Grenze in Italien (1540 m ü. M.) in 2 Stunden

## Aktivitäten
Die Hütte und das Gebiet sind geeignet für Wanderer, Kletterer, Familien, Bildungstage und Kurse.